# Polytelis anthopeplus
Il parrocchetto codanera (Polytelis anthopeplus) è un uccello della famiglia degli Psittaculidi.